# Kreshnik Çipi
Kreshnik Çipi (Valona, 5 luglio 1962) è un ex calciatore albanese, di ruolo difensore.

## Carriera

### Nazionale
Ha collezionato 7 presenze con la Nazionale albanese.